# Vestiges of the Natural History of Creation
Vestiges of the Natural History of Creation (in italiano: Vestigia della storia naturale della creazione) è il titolo di un saggio scientifico-filosofico pubblicato anonimo a Londra nel 1844.
Solo nella dodicesima edizione dell'opera, pubblicata nel 1884, viene svelata l'identità dell'autore, il giornalista e scrittore scozzese Robert Chambers, nel frattempo deceduto.

## Contenuto dell'opera
L'opera proponeva una teoria naturale della evoluzione biologica e cosmica, che partendo da basi scientifiche metteva insieme acute intuizioni con assolute invenzioni; fece scalpore nella società vittoriana dell'epoca, per il suo radicalismo che contraddiceva le basi della teologia razionale allora dominante. Secondo quest'ultima Dio aveva dato forma a tutte le specie con atti di creazione specifici e questa fissità era un dogma non soltanto religioso ma anche scientifico. In contrasto con questa visione statica Vestiges teorizzava una "legge dello sviluppo" delle creature viventi in base alla quale una specie si trasformava nell'altra, dalle specie più semplici alle più complesse, per arrivare all'uomo.

## Successo dell'opera
Vestiges incontrò i favori del grande pubblico e divenne in breve un bestseller internazionale, divertendo e conquistando i lettori più vari, dal filosofo John Stuart Mill alla Regina Vittoria, cui si narra che il Principe Alberto lo leggesse ad alta voce.
Charles Darwin, pur avendo giudicato l'opera inattendibile sotto il profilo scientifico, riconobbe che Vestiges aveva contribuito a preparare l'opinione pubblica alla diffusione della teoria dell'evoluzione per selezione naturale da lui proposta nel 1859 in L'origine delle specie.
Alfred Russel Wallace, più giovane ed entusiasta, vide nel libro una "ingegnosa ipotesi", che andava confermata o smentita con ulteriori ricerche.
Una traduzione italiana con il titolo Storia naturale della creazione : saggio tradotto dall’inglese e annotato da Fr. Majocchi, fu pubblicato dalla Tipografia Cairo di Codogno nel 1860. La traduzione italiana rimase sconosciuta fino al 2003 e fu studiata nella Tesi Magistrale in Scienze della Natura da Silvia Morlotti nel 2014.  

## Edizioni
- 1844 (ott.) : Vestiges of the Natural History of Creation, 1st edition
- 1844 (dic.) : Vestiges of the Natural History of Creation, 2nd edition
- 1845 (feb.) : Vestiges of the Natural History of Creation, 3rd edition
- 1845 (mag.) : Vestiges of the Natural History of Creation, 4th edition
- 1846 (giu.) : Vestiges of the Natural History of Creation, 5th edition
- 1847 (mar.) : Vestiges of the Natural History of Creation, 6th edition
- 1847 (mag.) : Vestiges of the Natural History of Creation, 7th edition
- 1850 : Vestiges of the Natural History of Creation, 8th edition
- 1851 : Vestiges of the Natural History of Creation, 9th edition
- 1853 : Vestiges of the Natural History of Creation, 10th edition
- 1860 : Vestiges of the Natural History of Creation, 11th edition
- 1884 : Vestiges of the Natural History of Creation, 12th edition (postuma)